# شمع العسل

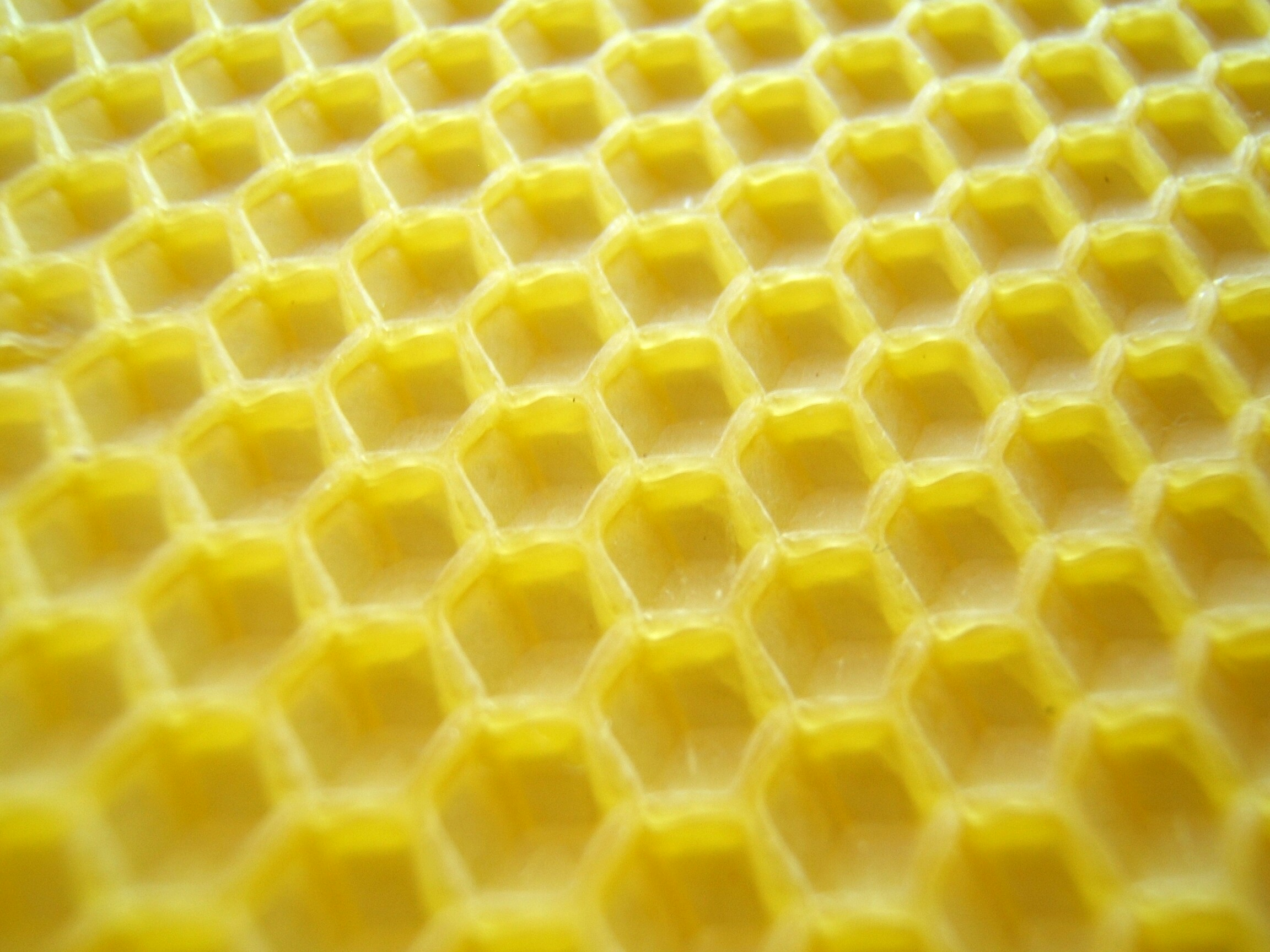

شمع العسل أو شمع النحل أو الشمع الطبيعي أو عُدَدُ الشمع هو شمع منتج في خلية النحل، وهي أحد المواد التي يصنعها النحل. يُفرز الشمع من ثمان غدد منتجة للشمع في بطن شغالات النحل. تجمع شغالات النحل الشمع وتستخدمه لبناء الخلايا الشمعية وتخزين العسل وحماية اليرقات في القفير. من ناحية التركيب الكيميائي يتكون الشمع من إسترات وأحماض دهنية وكحولات دهنية.
يتميّز شمع النحل بلونه الأبيض الشفاف، ورائحته الزكية، قد يتغيّر هذا اللون حسب حبوب اللقاح، ومكوّنات الشمع، ويتميز بهشاشته وسهولة كسره، قد يكون باهظ الثمن.